# عرمتی
عرمتی (به عربی: عرمتى) یک منطقهٔ مسکونی در لبنان است که در شهرستان جزین واقع شده‌است.